# 齐增九
HD 178476，又名BD+21 3672，SAO 86843、HR 7263，是一颗狐狸座的恒星，视星等为6.23，位于銀經54.15，銀緯6.24，其B1900.0坐标为赤經19h 3m 46.6s，赤緯+21° 6.24′ 20″。